# Варгас, Гонсало
Гонса́ло Ва́ргас Абе́лья (исп. Gonzalo Vargas Abella; 22 сентября 1981, Монтевидео, Уругвай) — уругвайский футболист, игравший на позиции нападающего.

## Биография
Гонсало Варгас — воспитанник школы «Дефенсор Спортинга», в основном составе которого он дебютировал в 2001 году. Через 3 года Варгас перешёл в аргентинскую «Химнасию» из Ла-Платы. В Аргентине Варгас выступал весьма успешно — в среднем он забивал голы в каждом втором матче.
В 2006 году, по окончании Клаусуры, в которой Варгас стал лучшим бомбардиром, уругваец был приобретён «Монако», однако во Франции карьера у него не сложилась. Нападающий смог отметиться лишь одним забитым голом в рамках Кубка Франции, а в чемпионате Франции на поле появлялся считанное число раз. Не помогла даже аренда в «Сошо», где за год он сыграл во всех турнирах лишь 10 матчей и забил 3 гола.
В сезоне 2008/09 «Монако» отдал Варгаса в аренду в мексиканский клуб «Атлас», где Гонсало проявил себя более удачно — он стал твёрдым игроком основы и забил 10 мячей за сезон. После истечения контракта с «Монако» Варгас остался в «Атласе». В 2010 году Варгас был отдан в аренду в «Архентинос Хуниорс», а с 2011 года вновь выступает за «Химнасию», вылетевшую во Второй дивизион чемпионата Аргентины.
В составе сборной Уругвая Фабиан Каноббио выступал на Кубке Америки 2007 года, где уругвайцы заняли 4-е место. Все три своих мяча Варгас забил в товарищеских матчах, в том числе он оформил дубль в ворота сборной Румынии 23 мая 2006 года. Итоговый результат игры — 2:0.

## Достижения
- Лучший бомбардир чемпионата Аргентины (1): 2006 (Клаусура)